# بور-کوسوبولات
بور-کوسوبولات (به لاتین: Bor-Kosobulat) یک منطقهٔ مسکونی در روسیه است که در سرزمین آلتای واقع شده‌است.